# Belaja (Anadyr)
Die Belaja (russisch Бе́лая, „Die Weiße“) ist ein linker Nebenfluss des Anadyr in Ostsibirien, dessen Oberlauf der Jurumkuwejem (Юрумкувеем) bildet.
Der Fluss entspringt auf dem Anadyr-Plateau. Von dort fließt er anfangs in östlicher Richtung, später in überwiegend südlicher Richtung. Er nimmt die linksseitigen Nebenflüsse Bolschoi Pykarwaam, Tschaawaam und Bolschaja Ossinowaja auf. Bei Flusskilometer 111 trifft der Enmywaam, welcher den Elgygytgyn-Kratersee entwässert, von rechts kommend auf den Jurumkuwejem. Dieser Zusammenfluss markiert den Beginn des Unterlaufs namens Belaja. Die Belaja mündet bei Ust-Belaja in den Anadyr. Der Fluss hat eine Gesamtlänge von 396 km. Zusammen mit dem Nebenfluss Bolschoi Pykarwaam beträgt die maximale Länge des Flusssystems 487 km. Die Belaja hat ein Einzugsgebiet von 44.700 km². Der Fluss gefriert Ende Oktober/Anfang November und ist ab Anfang Juni wieder eisfrei. Der Fluss bildet einen Laichplatz für Lachsfische.